# Каррен, Бриттани
Бри́ттани Ка́ррен (англ. Brittany Curran; род. 2 июня 1990, Уэймут, Массачусетс, США) — американская актриса. Наиболее известна по ролям в телесериалах «Мужчины среднего возраста» (Люси Транелли) и «Социопат» (Фиби Дейли).

## Биография
Каррен родилась в Уэймуте, штат Массачусетс, однако она также жила в других регионах этого штата, в том числе в Эйвоне, Марстонс Миллсе, Хайеме и на Кейп-Коде. Будучи ребёнком она принимала участие в спектаклях, занималась балетом, джазом и чечёткой и скрипкой, а также принимала участие в летнем театре.
В одиннадцать лет у Каррен состоялся её актёрский дебют на экране в одном из эпизодов скетч-шоу «Безумное телевидение» в 2001 году. Она исполнила гостевые роли в телесериалах «Дрейк и Джош», «Всё тип-топ, или Жизнь Зака и Коди», «Всё тип-топ, или Жизнь на борту», «Говорящая с призраками», «Мыслить как преступник» и Молодые и дерзкие.
В 2009 году Каррен получила роль в основном составе комедии телеканала TNT «Мужчины среднего возраста». Она исполнила роль Люси Транелли, дочери главного героя Джо Транелли в исполнении Рэя Романо. В 2011 году за эту роль она была номинирована на премию «Молодой актёр» за лучшую женскую роль второго плана в комедийном или драматическом телесериале. В июне 2011 года шоу было закрыто после двух сезонов.
Имя Каррен также появилось в титрах таких фильмов, как «Из 13 в 30», «Испытание Акилы», «Зло: не думай об этом», «Похищенная призраками», «Блондинки в законе» и «Уважаемые белые люди». В 2012 году она получила роль в фильме «Реверс 666» режиссёра Маркуса Ниспеля. В 2013-14 годах у неё была второстепенная роль Фиби Дейли в телесериале ABC Family «Социопат».

## Фильмография

### Кино
| Год  | Название на русском   | Название на английском                  | Роль                     | Примечания                                  |
| ---- | --------------------- | --------------------------------------- | ------------------------ | ------------------------------------------- |
| 2004 | Из 13 в 30            | 13 Going on 30                          | одна из «шести цыпочек»  |                                             |
| 2004 | Воздушные маршалы США | U.S. Air Marshals                       | чирлидер Минди           | Короткометражка                             |
| 2004 | —                     | Frenching                               | Стефани                  | Короткометражка                             |
| 2005 | Бетси                 | Betsy                                   | Бетси                    | Короткометражка; Также ассистент продюсера  |
| 2005 | —                     | A Host of Trouble                       | Мэри Пэт Вебер           | Короткометражка                             |
| 2006 | Испытание Акилы       | Akeelah and the Bee                     | региональный продавец #1 |                                             |
| 2006 | Дом-монстр            | Monster House                           | Дженни                   | В титрах не указана; дополнительная озвучка |
| 2007 | Зло: не думай об этом | The Haunting Hour: Don’t Think About It | Присцилла Райт           | Видео                                       |
| 2007 | Урок биологии         | A Lesson in Biology                     | Альма                    | Короткометражка                             |
| 2008 | Похищенная призраками | The Uninvited                           | Хелена                   | Видео                                       |
| 2008 | Алмазный пёс          | Dog Gone                                | Лилли                    | Видео                                       |
| 2008 | Приключения поварёнка | The Adventures of Food Boy              | Шелби                    |                                             |
| 2009 | Блондинки в законе    | Legally Blondes                         | Тиффани Донохью          | Видео                                       |
| 2014 | Уважаемые белые люди  | Dear White People                       | Софи Флетчер             |                                             |
| 2015 | Реверс 666            | Exeter                                  | Рейн                     |                                             |
| 2015 | —                     | Double Daddy                            | Хезер                    | ТВ фильм                                    |
| 2015 | Захваченный           | Captured                                | Джули                    |                                             |
| 2015 | —                     | Intrepid                                | Джесс                    |                                             |
| 2017 | —                     | The Man from Earth: Holocene            | Тара                     |                                             |

### Телевидение
| Год        | Название на русском                | Название на английском        | Роль          | Примечания                                                 |
| ---------- | ---------------------------------- | ----------------------------- | ------------- | ---------------------------------------------------------- |
| 2001       | Безумное телевидение               | Mad TV                        | Рути          | Эпизод #7.8                                                |
| 2002       | Могучие Рейнджеры: Дикий мир       | Power Rangers Wild Force      | девочка       | Эпизод «The Soul of Humanity»                              |
| 2004       | Настоящие дикари                   | Complete Savages              | Джози         | Эпизод «Voodude»                                           |
| 2005       | Лёд в сердце                       | Go Figure                     | Памела        | ТВ фильм                                                   |
| 2006       | Молодые и дерзкие                  | The Young and the Restless    | Линдси        | Эпизод #1.8427                                             |
| 2006-07    | Дрейк и Джош                       | Drake & Josh                  | Карли         | Эпизоды «Who’s Got Game?» и «The Storm»                    |
| 2007       | Акула                              | Shark                         | Энни          | Эпизод «Fall from Grace»                                   |
| 2007       | Свист                              | Zip                           | Натали        | Непроданный пилот телесериала                              |
| 2007       | Школа вождения мистера Робинсона   | Mr Robinson’s Driving School  | Мисси         | ТВ мини-сериал                                             |
| 2007       | Всё тип-топ, или Жизнь Зака и Коди | The Suite Life of Zack & Cody | Челси Бриммер | Эпизоды «Miniature Golf», «Who’s the Boss?» и «Tiptonline» |
| 2008       | Всё тип-топ, или Жизнь на борту    | The Suite Life on Deck        | Челси Бриммер | Эпизод «Flowers and Chocolate»                             |
| 2009       | Говорящая с призраками             | Ghost Whisperer               | Кристи Маркс  | Эпизод «Slow Born»                                         |
| 2009-11    | Мужчины среднего возраста          | Men of a Certain Age          | Люси Транелли | Главная роль; 13 эпизодов                                  |
| 2012       | Мыслить как преступник             | Criminal Minds                | Эддисон Джонс | Эпизод «The Wheels on the Bus…»                            |
| 2013-14    | Социопат                           | Twisted                       | Фиби Дейли    | Второстепенная роль; 9 эпизодов                            |
| 2013-14    | Пожарные Чикаго                    | Chicago Fire                  | Кэти Нолан    | Второстепенная роль; 8 эпизодов                            |
| 2017-н. в. | Волшебники                         | The Magicians                 | Фэн           | Второстепенная роль (сезон 2) Главная роль (сезон 3)       |